# San José Pibtuch
San José Pibtuch är en ort i Mexiko.   Den ligger i kommunen Tunkás och delstaten Yucatán, i den östra delen av landet, 1 100 km öster om huvudstaden Mexico City. San José Pibtuch ligger 21 meter över havet och antalet invånare är 174.
Terrängen runt San José Pibtuch är mycket platt. Runt San José Pibtuch är det mycket glesbefolkat, med 7 invånare per kvadratkilometer. Närmaste större samhälle är Cenotillo, 7,6 km öster om San José Pibtuch. I omgivningarna runt San José Pibtuch växer i huvudsak lövfällande lövskog.